# Liste der Biografien/Masp
Liste der Biografien |
Portal Biografien |
Personensuche
# |
A |
B |
C |
D |
E |
F |
G |
H |
I |
J |
K |
L |
M |
N |
O |
P |
Q |
R |
S |
T |
U |
V |
W |
X |
Y |
Z |
?
 
Ma |
Mb |
Mc |
Md |
Me |
Mf |
Mg |
Mh |
Mi |
Mj |
Mk |
Ml |
Mm |
Mn |
Mo |
Mp |
Mq |
Mr |
Ms |
Mt |
Mu |
Mv |
Mw |
Mx |
My |
Mz
 
Maa |
Mab |
Mac |
Mad |
Mae |
Maf |
Mag |
Mah |
Mai |
Maj |
Mak |
Mal |
Mam |
Man |
Mao |
Map |
Maq |
Mar |
Mas |
Mat |
Mau |
Mav |
Maw |
Max |
May |
Maz
 
Masa |
Masb |
Masc |
Masd |
Mase |
Masg |
Mash |
Masi |
Masj |
Mask |
Masl |
Masm |
Masn |
Maso |
Masp |
Masq |
Masr |
Mass |
Mast |
Masu |
Masv |
Masw |
Masy |
Masz
Die Liste der Biografien führt alle Personen auf, die in der deutschsprachigen Wikipedia einen Artikel haben. Dieses ist eine Teilliste mit 10 Einträgen von Personen, deren Namen mit den Buchstaben „Masp“ beginnt.

## Masp

### Maspe
- Maspero, François (1932–2015), französischer Autor, Journalist, Verleger und Übersetzer
- Maspero, Gaston (1846–1916), französischer ÄgyptologeGaston Maspero (1846–1916)

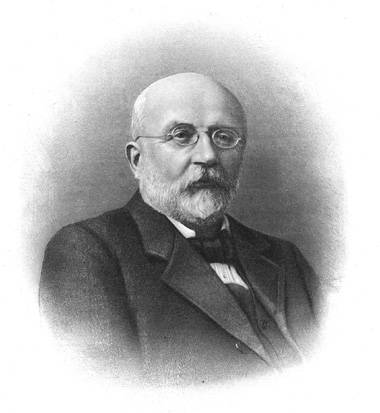
Gaston Maspero (1846–1916)

- Maspero, Georges (1872–1942), französischer Sinologe und Kolonialverwalter in Französisch-Indochina
- Maspero, Henri (1883–1945), französischer Sinologe
- Maspero, Jean (1885–1915), französischer Papyrologe
- Maspes, Antonio (1932–2000), italienischer Radrennfahrer

### Maspo
- Maspoli, Flavio (1950–2007), Schweizer Politiker
- Máspoli, Roque (1917–2004), uruguayischer Fußballtorhüter und -trainer
- Maspoli, Sergio (1920–1987), Schweizer Schriftsteller
- Maspons, Oriol (1928–2013), katalanischer Fotograf